# 우도 키어
우도 키어(Udo Kier, 1944년 10월 14일 ~ )는 독일의 배우이다.

## 출연 작품

### 영화
- 섹스 마네킹 (2003)
- 서바이빙 크리스마스 (2004)
- 다운사이징 (2017) - 콘라드 역
- 바쿠라우 (2019) - 마이클 역
- 블레이징 월드 (2021)